# Tugurejo (Tempuran)
Tugurejo is een bestuurslaag in het regentschap Magelang van de provincie Midden-Java, Indonesië. Tugurejo telt 1308 inwoners (volkstelling 2010).